# Ухань (футбольный клуб)
«Ухань» (кит. 武汉卓尔职业足球俱乐部), ранее «Ухань Чжоэр» (кит. 武汉卓尔职业足球俱乐部) — бывший китайский футбольный клуб из провинции Хубэй, город Ухань, выступавший во второй по значимости китайской лиге Цзя-А. В сезоне 2012 года по итогам выступлений со второго места вышел в Суперлигу. Домашней ареной клуба является Спортивный центр Синьхуа Роад вместимостью 36 000 человек. Расформирован в январе 2023 года. 

## История клуба
Клуб был основан в 2009 году после того, как его предшественник, «Ухань Оптикс Вэлли» (или «Ухань Гуангу») был распущен в связи с решением КФА в качестве наказания за нечестную игру. Футбольная ассоциация провинции Хубэй решила помочь в трудоустройстве футболистов распущенной команды и на её базе, а также с привлечением молодых игроков из провинции заявила собственную команду в третью лигу в сезоне 2009 года, а затем добилась повышения в классе. В следующем, 2010 году было принято решение о долгосрочной программе развития футбола, а клуб занял в Первой лиге 5-е место.
1 октября 2011 года спонсоры команды — Корпорация «Ухань Чжунбо Чжиъе» (武汉中博置业集团) и международное туристическое агентство «Хубэй Дунфан» (湖北东方国际旅行社) подписали с фабрикой Луган (鲁巷广场) инвестиционное соглашение о предоставлении клубу финансовых средств в размере 23 млн.юаней, а клуб официально сменил название на ФК «Хубэй Чжунбо Чжиъе» (湖北武汉中博职业足球俱乐部).
В декабре 2011 года было принято новое решение о том, что с 2012 года название команды вновь изменится — она будет называться «Ухань Чжоэр».
По итогам выступлений в первой лиге в сезоне 2012 года клуб занял второе место и получил право со следующего сезона выступать в Суперлиге. Через шесть лет клуб повторил это достижение, поднявшись в Суперлигу с первого места в Первой лиге Китая.

## Изменение названия
- 2009: Хубэй Гринэри или Хубэй Люйинь (湖北绿茵)
- 2010: Хубэй Ориент или Хубэй Ориентал Интернэшнл Трэвэл или Хубэй Дунфан Голюй (湖北东方国旅)
- 2011: Хубэй Ухань Чжунбо (湖北武汉中博)
- 2012—2021: Ухань Чжоэр (武汉卓尔)
- 2021—н.в.: ФК Ухань (武汉卓尔职业足球俱乐部)

### Изменение эмблемы

2009-10
2012-н.в.

## Форма
Официальную форму команде предоставляет компания PEAK, которая работает и с некоторыми другими клубами Китая.

## Результаты
За всё время выступлений
| Сезон    | 2009 | 2010 | 2011 | 2012 | 2013 | 2014 | 2015 | 2016 | 2017 | 2018 | 2019 | 2020 |
| -------- | ---- | ---- | ---- | ---- | ---- | ---- | ---- | ---- | ---- | ---- | ---- | ---- |
| Дивизион | 3    | 2    | 2    | 2    | 1    | 2    | 2    | 2    | 2    | 2    | 1    | 1    |
| Место    | 2    | 5    | 7    | 2    | 16   | 3    | 10   | 6    | 5    | 1    | 6    | 15   |

## Тренерский штаб
| Позиция в клубе            | Персонал               |
| -------------------------- | ---------------------- |
| Главный тренер             | Ли Те                  |
| Помощники главного тренера | Чжэн Бинь Ма Юнкан     |
| Тренер вратарей            | Сунь Минхань           |
| Врачи команды              | Хуан Чжупин, Кан Кэбао |